# JCMS
O JCMS (JXTA Content Management Service), baseado no Project Juxtapose (JXTA) da Sun Microsystems, é um sistema de intercâmbio de objetos de aprendizagem baseado na arquitetura peer-to-peer e na tecnologia de repositórios digitais. O objetivo do JCMS é dar suporte à organização e compartilhamento de conhecimento distribuído em comunidades de aprendizagem colaborativas.

## JCMS, educação e gestão de conhecimento
A ideia central do JCMS é motivar os atores envolvidos no processo cognitivo a sociabilizar seus próprios conhecimentos, criando-se facilidades para o desenvolvimento de objetos de aprendizagem que qualquer pessoa possa formatar, estruturar, empacotar e disponibilizar esses objetos num repositório comum a uma comunidade específica. A partir daí, a comunidade pode acessar os repositórios distribuídos, filtrar os objetos, escolher e reusar o conteúdo como melhor lhe apropriar. A filtragem se dará sob os aspectos sintáticos, semânticos e de qualidade. Dessa forma, o conhecimento, sob a forma de objetos de aprendizagem (OAs) será disponibilizado e manuseado através de uma ferramenta que executa armazenamento, publicação, busca, requisição, envio e obtenção.
No ambiente JCMS não é necessário um servidor central controlando as interações entre os peers. Esta relação horizontal entre peers permite a criação de um conhecimento rico em uma comunidade em que as pessoas procuram umas às outras baseadas em interesses comuns, afinidade social e características pessoais. Esta característica é bastante interessante porque reflete uma relação não-hierárquica entre professores, estudantes e colaboradores. Assim, adotou-se a infraestrutura de sistema distribuído peer-to-peer onde pares intercomunicam-se e trocam conteúdos digitais e foi também implementada uma ferramenta que lida com o gerenciamento de conteúdo sobre a plataforma JXTA da Sun.
A possibilidade de utilizar a Internet e outras tecnologias digitais ajudou no desenvolvimento e melhoramento das comunicações e tarefas colaborativas entre pesquisadores, professores e estudantes, assim como tornou possível criar mundos virtuais que podem promover a Educação a Distância (Almeida apud Pimentel de Sousa 2003).
Por outro lado, por estarem as informações disponíveis "livremente" na Internet, elas geralmente se apresentam de maneira dispersa, fragmentada e, por muitas vezes, descontextualizada da realidade de quem as busca.
O ideal seria que essas informações fossem obtidas com maior eficiência através da Internet e localizadas com maior precisão. Desta forma, elas deveriam estar detalhadamente descritas e padronizadas sob a forma de objetos de aprendizagem (OAs) (Wagner 2002; Dolphin & Miller 2002).
Um OA é qualquer entidade digital ou não (imagens, documentos, simulações, etc.) que pode ser usada para aprendizagem, educação ou treinamento (IEEE-LOM 2002). Um OA deve ser descrito através de metadados. Metadados são dados sobre as características mais relevantes de um determinado conteúdo para melhor gestão. Tais características podem ser agrupadas em categorias assim especificadas: geral, ciclo de vida, meta-metadados, técnica, educacional, direitos de propriedade, relação, anotação e classificação, para melhor gerenciamento.
Uma vez alimentado o repositório com a criação de OAs, o usuário poderá realizar buscas e eventualmente fazer downloads. O aplicativo aguarda que o usuário digite um termo a ser buscado entre os metadados descritos no objeto de aprendizagem e então ele selecione o(s) arquivo(s) ou objeto(s) que foi encontrado no peer remoto, de acordo com a figura abaixo.